# جوني بودن
جوني بودن (بالإنجليزية: Johnnie Boden)‏ هو شخصية أعمال بريطاني، ولد في 1 يونيو 1961.